# Herb gminy Głusk
Herb gminy Głusk – symbol gminy Głusk, ustanowiony w 2000.

## Wygląd i symbolika
Herb przedstawia na tarczy w polu srebrnym pół czerwonego wspiętego byka, zwróconego w prawo, a pod nim zieloną gałązkę winorośli. Jest to połączenie historycznego herbu Głuska z współczesnymi tradycjami winiarskimi gminy.